# كوسوجنو
كوسوجنو هي كومونا في مقاطعة فربانو كوزيو أوسولا في المنطقة الإيطالية بيدمونت ، وتقع على بعد حوالي 130 كيلومتر (81 ميل) شمال شرق تورينو وحوالي 20 كيلومتر (12 ميل) شمال فيربانيا .
تقع كوسوجنو على حدود البلديات التالية : ماليسكو وترونتانو وفربانيا. يتم تضمين جزء من أراضيها في حديقة Val Grande الوطنية .